# مسجد الرأس
مسجد الرأس الشريف هو أحد مساجد العراق التاريخية والتراثية، يقع المسجد في الجهة الغربية من الصحن الحيدري الشريف يقع مسجد الرأس، والمشهور أن تسميته بهذا الاسم بسبب كونه قد بُني إلى جانب رأس الإمام أمير المؤمنين (عليه السلام)، ويعود تاريخ بنائه إلى عهد الإيلخانيين كما يقول صاحب (الأماكن المقدسة في العالم)، وذكر الشيخ محمد حرز الدين أن (باني مسجد الرأس غازان بن هولاكو خان سنة 694-703هـ / 1295- 1304م) أقام لبنائه سنة كاملة، ضارباً خيامه بين النجف ومسجد الحنانة في الثويّة، فيما نسبه البراقي إلى الشاه عباس الأول الصفوي.
إن المبنى الحالي للمسجد جدد عدة مرات، فقد جدد في عهد الشاه عباس الأول وجدد في عهد السلطان نادر شاه وهو التجديد الأخير، حيث بذلت رضية سلطان بيكم بنت الخاقان المبرور شاه حسين عشرين ألف نادري لعمارة مسجد الجامع الذي في جانب الرأس الشريف.
وقد رُمم الجامع في عهد السلطان عبد الحميد، وطُليت جدرانه الداخلية بالطلاءات، وصُنع له منبر من الرخام الأبيض الصقيل، وذلك في يوم الثامن عشر من شهر ذي الحجة عام(1306هـ)، وكان هذا المسجد يختص في العهد العثماني بأهل السنة فكانوا يقيمون الجماعة فيه في الجمعة والعيدين فقط، وعندما انتهى الحكم العثماني بقي المسجد معطلاً مدة غير يسيرة، حتى فتح بابه وصلى فيه العلامة النائيني، وقد سقطت بعض اسطواناته فيما بعد، فعزمت الحكومة على عمارته وإصلاح أساسه.
يوجد في المسجد صخرة قديمة هي محراب المسجد مكتوب عليها بحروف بارزة يقال أن لها شأناً في الطلسمات، ويُذكَر أنه تم توثيقها وتصويرها سنة(1937م) من قبل دائرة الآثار، ومرة أخرى في سنة(1965م).
ومحراب جامع الرأس من القاشان وله بريق معدني، وعليه زخارف نباتية وكتابات بارزة، ويتكون المحراب من ثلاث قطع، العُلوية تقع في أعلى المحراب على هيئة رأس مقبب مزخرفة بالزخرفة النباتية البارزة باللون الأزرق.
أما البلاطتين الأخريتين اللتين تمثلان قاعدة المحراب والجزء الأوسط منه، فقد بلغ طول الصخرة الوسطية(63) سم، أما التي تحتها فكانت(60) سم، فيما بلغ عرض كل منهما(46) سم، ويتدلى من العقد في وسط هاتين القطعتين شكل على هيئة مشكاة، وقد نقشت الكتابة بالحروف البارزة منها بالخط الكوفي، فيما طوقت المحراب آيات كريمة من سورة البقرة بخط الثلث وهي: (بِسْمِ اللَّهِ الرَّحْمَنِ الرَّحِيمِ آمَنَ الرَّسُولُ بِمَا أُنزِلَ إِلَيْهِ مِنْ رَبِّهِ وَالْمُؤْمِنُونَ كُلٌّ آمَنَ بِاللَّهِ وَمَلاَئِكَتِهِ وَكُتُبِهِ وَرُسُلِهِ لاَ نُفَرِّقُ بَيْنَ أَحَدٍ مِنْ رُسُلِهِ وَقَالُوا سَمِعْنَا وَأَطَعْنَا غُفْرَانَكَ رَبَّنَا وَإِلَيْكَ الْمَصِيرُ * لاَ يُكَلِّفُ اللَّهُ نَفْسًا إِلاَّ وُسْعَهَا لَهَا مَا كَسَبَتْ )، ثم أكملت الآية في وسط المحراب داخل ساحة العقد وهي: (وَعَلَيْهَا مَا اكْتَسَبَتْ رَبَّنَا لاَ تُؤَاخِذْنَا إِنْ نَسِينَا أَوْ أَخْطَأْنَا رَبَّنَا وَلاَ تَحْمِلْ عَلَيْنَا إِصْرًا كَمَا حَمَلْتَهُ عَلَى الَّذِينَ مِنْ قَبْلِنَا رَبَّنَا وَلاَ تُحَمِّلْنَا مَا لاَ طَاقَةَ لَنَا بِهِ وَاعْفُ عَنَّا وَاغْفِرْ لَنَا وَارْحَمْنَا أَنْتَ مَوْلاَنَا فَانصُرْنَا عَلَى الْقَوْمِ الْكَافِرِينَ).
وقد أضيفت مساحة المسجد إلى منطقة التوسعة كرواق للحرم العَلَوي المطهر ضمن مشروع كبير سنأتي على ذكره بالتفصيل في موضوع(منطقة التوسعة)، حيث تصل مساحة المشروع إلى حوالي (1200)م2 ويتسع لحوالي 2000 مصلي، وقد تمت المباشرة بتنفيذ المشروع في(11 ربيع الأول عام 1426هـ الموافق 20/4/2005م)، والعمل مستمر حتى يومنا هذا، على انه سوف يتم الإشارة إلى كافة المقابر الموجودة في المنطقة على المرمر الذي سيغلف أرضية المنطقة، وإعادة المعالم التاريخية كلها والمحاريب التي كانت موجودة ضمن الرواق الجديد